# Cod Lovers
Cod Lovers var en svensk musikgrupp från Norrköping. 
Cod Lovers bildades 1987 och gav ut två fullängdsalbum, French Plums (1990) och Pretty Things (1992), samt en singel och en EP. Från 1991 bestod bandet av Niklas Barwe (gitarr, sång), Stefan Andersson (bas), Johan Hallgren (sång, gitarr), Staffan Hubner (trummor) och Johan Wallin (gitarr, keyboards, sång). De framträdde bland annat på Hultsfredsfestivalen.